# 屈谦
屈谦（1960年4月—），四川华阳人，男，汉族，中华人民共和国政治人物。1983年8月参加工作，1992年6月加入九三学社。重庆医学院医疗二系本科毕业。
1978年10月，在重庆医学院医疗二系学习。1983年7月，任重庆医科大学附属第二医院肺科助教。1991年2月，任二系办公室副主任。1991年10月，任讲师（其间：1993年10月-1995年6月，挂职任四川省奉节县科技副县长）。1995年8月，任肺科教研室副主任。1995年12月，任副教授。1997年9月，任重庆医科大学附属第二医院副院长、医学二系副主任、副教授。
1998年3月，任重庆市渝中区副区长。2001年11月，任九三学社重庆市渝中区委主委。2004年9月，任重庆市卫生局局长（2007年4月，兼任九三学社重庆市委副主委）。2013年11月，任重庆市卫生和计划生育委员会主任、中医管理局局长。2016年12月，任重庆市人民政府副市长，市卫生和计划生育委员会主任、中医管理局局长，九三学社重庆市委主委。2017年3月，不再担任重庆市卫计委主任。2020年1月，当选为重庆市政协副主席。2023年1月，当选为重庆市人大常委会副主任。
2008年，当选第十一届全国政协委员，代表九三学社，分入第十二组。2018年1月，当选第十三届全国政协委员。